# همسر سوم
همسر سوم (ویتنامی: Vợ ba) یک فیلم درام ویتنامی است که در سال ۲۰۱۸ به نمایش درآمده است. این فیلم اولین تجربه نویسندگی و کارگردانی Ash Mayfair است. داستان همسر سوم زندگی دختری ۱۴ ساله را روایت می‌کند که در قرن ۱۹ به عنوان سومین همسر مالکی روستایی در شمال ویتنام وارد ملک او می‌شود. وقایع پس از آن یعنی حامله شدن او، ارتباط با سایر زنان و همسرش در زمینه فرهنگ قرن ۱۹ ویتنام شرح داده می‌شود.
فیلم همسر سوم در سال ۲۰۱۸ در جشنواره بین‌المللی فیلم تورنتو شرکت کرد و توانست جایزه شبکه تبلیغ سینمای آسیا (NETPAC) را کسب کند. همچنین در جشنواره بین‌المللی فیلم سان سباستین و طلا هوگو برای کارگردانان جدید در جشنواره بین‌المللی فیلم شیکاگو در اکتبر ۲۰۱۸ برنده جایزه TVE-Another Look Award شد.
این فیلم نامزد دریافت جایزه بهترین فیلمبرداری، بهترین تدوین برای سی و پنجمین جوایز روحانی مستقل بود. فیلمبرداری همسر سوم مورد تحسین قرار گرفته‌است.

## طرح
می ۱۴ ساله به عنوان سومین همسر مالک زمینی که در زمینه تجارت ابریشم فعالیت دارد وارد روستا می‌شود، با زنان دیگر آشنا می‌شود و این نکته که بدون فرزند پسر بانوی واقعی محسوب نمی‌شود باعث می‌شود برای داشتن فرزند پسر دعا کند؛ زیرا همسر دیگر که دارای سه دختر است هنوز بانوی آن ملک محسوب نمی‌شود و تنها راه کسب امنیت و استقلال، به دنیا آوردن فرزند پسر است.
می به رابطه پنهایی همسر دوم با پسر مالک زمین (شوهر) پی می‌برد، و علاقه خود به او را ابراز می‌کند، ولی همسر دوم این علاقه را گناه می‌داند و از ادامه آن جلوگیری می‌کند.
دختری که برای ازدواج پسر مالک زمین به آن خانه می‌آید با بی میلی پسر و مخالفت او رو به رو می‌شود زیرا پسر به همسر پدرش علاقه دارد، خانواده دختر تازه عروس طلاق و فسخ قرارداد ازدواج را نمی‌پذیرند و او خودکشی می‌کند، بانوی اول حامله شده و با سقط جنین فرزند خود را از دست می‌دهد و در پایان فیلم یکی از دخترهای همسر دوم که تمایل به پسر بودن خود را به می اعلام کرده بود موهای خود را کوتاه می‌کند.